# Prijekngablag
Prijekngablag is een bestuurslaag in het regentschap Lamongan van de provincie Oost-Java, Indonesië. Prijekngablag telt 1283 inwoners (volkstelling 2010).